# Gregarinidra incrustans
Gregarinidra incrustans is een mosdiertjessoort uit de familie van de Flustridae. De wetenschappelijke naam van de soort is voor het eerst geldig gepubliceerd in 1941 door Silén.